# Молодіжна збірна Сербії та Чорногорії з футболу
Молодіжна збірна Сербії і Чорногорії з футболу — національна футбольна збірна Сербії і Чорногорії гравців віком до 21 року, яка представляла Сербію та Чорногорію (2002—2006 роки) на міжнародних змаганнях. Контролювалася Футбольною асоціацією Сербії та Чорногорії і була членом УЄФА.

## Історія
Молодіжна збірна Сербії і Чорногорії виступила лише на двох чемпіонатах Європи 2004 та 2006, причому двічі грала на фінальній стадії.

## Чемпіонат 2004
Квалфікація (Група 9)
|                      | І | В | Н | П | МЗ | МП | РМ  | О  |
| -------------------- | - | - | - | - | -- | -- | --- | -- |
| Італія               | 8 | 7 | 0 | 1 | 26 | 5  | +21 | 21 |
| Сербія та Чорногорія | 8 | 6 | 1 | 1 | 16 | 8  | +8  | 19 |
| Фінляндія            | 8 | 3 | 2 | 3 | 11 | 9  | +2  | 11 |
| Уельс                | 8 | 2 | 1 | 5 | 7  | 16 | −9  | 7  |
| Азербайджан          | 8 | 0 | 0 | 8 | 0  | 22 | −22 | 0  |

Плей-оф
| Команда 1            | Заг. | Команда 2 | 1-й матч | 2-й матч |
| -------------------- | ---- | --------- | -------- | -------- |
| Сербія та Чорногорія | 5–4  | Норвегія  | 5–1      | 0–3      |

### Фінальний раунд
Груповий етап (Група А)
| Збірна               | І | В | Н | П | ГЗ | ГП | РМ | О |
| -------------------- | - | - | - | - | -- | -- | -- | - |
| Італія               | 3 | 2 | 0 | 1 | 4  | 3  | +1 | 6 |
| Сербія та Чорногорія | 3 | 2 | 0 | 1 | 6  | 5  | +1 | 6 |
| Білорусь             | 3 | 1 | 1 | 1 | 4  | 4  | 0  | 4 |
| Хорватія             | 3 | 0 | 1 | 2 | 3  | 5  | −2 | 1 |

| 27 травня 2004 18:15 |

| Сербія та Чорногорія               | 3 – 2    | Хорватія                 |
| ---------------------------------- | -------- | ------------------------ |
| Лазович 37' Ловре 47' Іванович 86' | Протокол | Едуардо 49' Краньчар 68' |

| Нідеррейн, Обергаузен Арбітр: Луїс Медіна Канталехо (Іспанія) |

| 29 травня 2004 20:45 |

| Італія          | 2 – 1    | Сербія та Чорногорія |
| --------------- | -------- | -------------------- |
| Скуллі 30', 53' | Протокол | Вукчевич 86'         |

| Рурпауєрштадіон, Бохум Арбітр: Гжегож Гілевський (Польща) |

| 1 червня 2004 20:45 |

| Білорусь    | 1 – 2    | Сербія та Чорногорія               |
| ----------- | -------- | ---------------------------------- |
| Шкабара 13' | Протокол | Лазович 47' (пен.) Милованович 55' |

| Нідеррейн, Обергаузен Арбітр: Александру Тудор (Румунія) |

Півфінал
| 5 червня 2004 18:15 |

| Швеція               | 1 – 1    | Сербія та Чорногорія |
| -------------------- | -------- | -------------------- |
| Бабіс Стефанідіс 36' | Протокол | Мілош Марич 90+1'    |

| Нідеррейн, Обергаузен Арбітр: Метью Мессіас (Англія) |

| |       | Пенальті                                                                                                 |  |
| Стефан Ісідзакі · Йон Єнссон · Самуель Гольмен · Мікаель Дорсін · Маркус Росенберг · Бабіс Стефанідіс | 5 – 6 | Андрія Делібашич · Симон Вукчевич · Деян Милованович · Радомир Джалович · Боян Міладінович · Мілош Марич |  |

Фінал
| 8 червня 2004 21:00 |

| Італія                                      | 3 – 0    | Сербія та Чорногорія |
| ------------------------------------------- | -------- | -------------------- |
| Де Россі 32' Чезаре Бово 83' Джилардіно 85' | Протокол |                      |

| Рурпауєрштадіон, Бохум Арбітр: Луїс Медіна Канталехо (Іспанія) |

| ІТАЛІЯ:          |    |                     |     |       |
|                  |    |                     |     |       |
|                  | 1  | Марко Амелія        |     |       |
|                  | 3  | Еміліано Моретті    |     |       |
|                  | 5  | Даніеле Бонера      |     | 90+5' |
|                  | 6  | Даніеле Де Россі    | 29' |       |
|                  | 8  | Анджело Паломбо     |     |       |
|                  | 9  | Альберто Джилардіно |     |       |
|                  | 11 | Джузеппе Скуллі     |     | 74'   |
|                  | 13 | Андреа Барцальї     |     |       |
|                  | 14 | Чезаре Бово         |     |       |
|                  | 15 | Марко Донадел       | 28' | 88'   |
|                  | 17 | Джандоменіко Место  |     |       |
| Заміни:          |    |                     |     |       |
|                  | 19 | Сімоне Дель Неро    | 74' | 80'   |
|                  | 10 | Маттео Брігі        |     | 88'   |
|                  | 2  | Крістіан Дзаккардо  |     | 90+5' |
| Тренер:          |    |                     |     |       |
| Клаудіо Джентіле |    |                     |     |       |

| СЕРБІЯ ТА ЧОРНОГОРІЯ: |    |                    |          |     |
|                       |    |                    |          |     |
|                       | 1  | Никола Мілоевич    |          |     |
|                       | 2  | Драган Станчич     |          |     |
|                       | 3  | Никола Міяїлович   | 11', 34' |     |
|                       | 6  | Марко Баша         |          |     |
|                       | 7  | Данко Лазович      |          |     |
|                       | 10 | Мілош Марич        |          |     |
|                       | 14 | Боян Міладінович   |          | 83' |
|                       | 15 | Деян Милованович   |          | 63' |
|                       | 16 | Милан Бишевац      | 50'      |     |
|                       | 19 | Бранислав Іванович | 90+2'    |     |
|                       | 21 | Радомир Джалович   |          | 45' |
| Заміни:               |    |                    |          |     |
|                       | 17 | Симон Вукчевич     |          | 45' |
|                       | 11 | Ігор Матич         | 87'      | 63' |
|                       | 13 | Боян Незірі        |          | 83' |
| Тренер:               |    |                    |          |     |
| Владімір Петрович     |    |                    |          |     |

| Помічники арбітра: Вікторіано Жиралдес Карраско (Іспанія) Марк Сімонс (Бельгія) Четвертий арбітр: Метью Мессіас (Англія) |

## Чемпіонат 2006
Квалфікація (Група 7)
|                      | І  | В | Н | П  | МЗ | МП | РМ  | О  |
| -------------------- | -- | - | - | -- | -- | -- | --- | -- |
| Бельгія              | 10 | 7 | 3 | 0  | 25 | 6  | +19 | 24 |
| Сербія та Чорногорія | 10 | 7 | 1 | 2  | 29 | 11 | +18 | 22 |
| Іспанія              | 10 | 6 | 2 | 2  | 37 | 8  | +29 | 20 |
| Боснія і Герцеговина | 10 | 3 | 1 | 6  | 17 | 20 | −3  | 10 |
| Литва                | 10 | 3 | 1 | 6  | 9  | 16 | −7  | 10 |
| Сан-Марино           | 10 | 0 | 0 | 10 | 4  | 60 | −56 | 0  |

Плей-оф
| Команда 1            | Заг. | Команда 2 | 1-й матч | 2-й матч |
| -------------------- | ---- | --------- | -------- | -------- |
| Сербія та Чорногорія | 5–2  | Хорватія  | 3–1      | 2–1      |

### Фінальний раунд
Груповий етап (Група А)
| М  | Команда              | І | В | Н | П | МЗ | МП | РМ | О |
| -- | -------------------- | - | - | - | - | -- | -- | -- | - |
| 1. | Франція              | 3 | 3 | 0 | 0 | 6  | 0  | +6 | 9 |
| 2. | Сербія та Чорногорія | 3 | 1 | 0 | 2 | 2  | 3  | −1 | 3 |
| 3. | Португалія           | 3 | 1 | 0 | 2 | 1  | 3  | −2 | 3 |
| 4. | Німеччина            | 3 | 1 | 0 | 2 | 1  | 4  | −3 | 3 |

| 23 травня 2006 18:15 CET |

| Сербія та Чорногорія | 0:1      | Німеччина    |
| -------------------- | -------- | ------------ |
|                      | Протокол | Поланскі 61' |

| Міський стадіон Барселуша, Барселуш Арбітр: Серж Гуменни |

| 25 травня 2006 20:45 CET |

| Португалія | 0:2      | Сербія та Чорногорія            |
| ---------- | -------- | ------------------------------- |
|            | Протокол | Зе Каштру 17' (аг) Іванович 65' |

| Міський стадіон Барселуша, Барселуш Арбітр: Мартін Ганссон |

| 28 травня 2006 20:45 CET |

| Франція                 | 2:0      | Сербія та Чорногорія |
| ----------------------- | -------- | -------------------- |
| Бергуню 33' Тулалан 54' | Протокол |                      |

| Муніципальний стадіон Браги, Брага Арбітр: Геральд Ленер |

Півфінал
| 1 червня 2006 20:45 CET |

| Україна | 0:0 5:4 (пен.) | Сербія та Чорногорія |
| ------- | -------------- | -------------------- |
|         | Протокол       |                      |

| Муніципальний стадіон Авейру, Авейру Арбітр: Говард Вебб |